# Saint Thomas Basket Le Havre
Saint Thomas Basket Le Havre, més conegut com a STB Le Havre és un club de bàsquet francès, amb seu a la ciutat de Le Havre. Competeix en la NM1, el tercer nivell del bàsquet francès. Disputa els seus partits al pavelló Salle des Docks Océane, amb capacitat per 3598 persones.

## Història
El 1903 es crea la Union Sportive de Saint Thomas d'Aquin, un club poliesportiu, i 21 anys més tard, el 1924 se'n funda la secció de bàsquet, sent el primer equip a registrar-se en la Federació de Bàsquet de França, creada el 1932. Competeix en categories regionals fins que en 1952 ascendeix a categoria nacional. Competeix en la mateixa fins a mitjans els anys 60, quan el club desapareix, partint de zero de nou en categories inferiors.
El 1993 ascendeix a la Pro B, la segona divisió francesa, i el 2000 aconsegueix finalment arribar a la Pro A, categoria en la qual va jugar fins a la temporada 2015-16. El seu major èxit ho va aconseguir en 2004 i 2012, quan va arribar a les semifinals de la Copa de França.

## Palmarès
- Subcampió de la Leaders Cup: 2003
- Semifinals de la Copa de bàsquet de França: 2004, 2012

## Jugadors destacats
| - Vincent Collet - Guillaume Granotie - Aymeric Jeanneau - Ian Mahinmi - Laurent Pluvy - Fabien Causeur - Pape Sy - Ali Traoré - Romain Duport - Bangaly Fofana - Rudy Jomby - Rashad Anderson - Cedrick Banks - Tyrone Brazelton - Graham Brown - J.K. Edwards - Bruce Bowen - Jermaine Guice - J. J. Miller - Marcus Goree - T.J. Thompson |  | - Bernard King - Kevin Houston - Joseph Jones - Nick Minnerath - Marcus Slaughter - Marcellus Sommerville - Marc Salyers - D.J.Thompson - Wesley Wilkinson - Slaven Rimac - Chamberlain Oguchi - Vlad Moldoveanu - José Miguel Antúnez - Gabriel Fernández - Shawn King - Gary Alexander - John Cox - - Max Kouguere - - Wen Boss Mukubu - - Jean-Manuel Sousa |  | - Sandro Nicević - - Tony Stanley - - Nicholas Pope - Danny Strong - Pat Durham - Derrick Lewis - Ricardo Greer - - Jeff Greer - - Gregory Stevenson - - Maxime Zianveni - Yohann Sangare |